# French Open 1982
Wielkoszlemowy turniej tenisowy French Open w 1982 rozegrano w dniach 24 maja - 6 czerwca, na kortach im. Rolanda Garrosa w Paryżu.

## Zwycięzcy

### Gra pojedyncza mężczyzn
Mats Wilander -  Guillermo Vilas 1–6, 7–6, 6–0, 6–4

### Gra pojedyncza kobiet
Martina Navrátilová -  Andrea Jaeger 7–6, 6–1

### Gra podwójna mężczyzn
Sherwood Stewart /  Ferdi Taygan -  Hans Gildemeister /  Belus Prajoux 7–5, 6–3, 1–1 krecz

### Gra podwójna kobiet
Martina Navrátilová /  Anne Smith -  Rosie Casals /  Wendy Turnbull 6–3, 6–4

### Gra mieszana
Wendy Turnbull /  John Lloyd -  Cláudia Monteiro /  Cássio Motta 6–2, 7–6